# Coxsone Dodd
Clement Seymour Dodd, detto Coxsone (Kingston, 26 gennaio 1932 – Kingston, 5 maggio 2004), è stato un produttore discografico giamaicano.
Fu fondatore e gestore della leggendaria etichetta discografica Studio One.

## Biografia
È stato un produttore discografico molto influente nello sviluppo della musica ska, rocksteady e reggae sin dagli anni cinquanta. Ebbe il soprannome, Coxsone, quando era adolescente, a scuola, a causa del suo talento come giocatore di cricket: i suoi amici lo confrontarono a Alec Coxon, membro della Yorkshire County Cricket Club, famosa squadra di cricket degli anni quaranta.

## Sound system
Dodd era solito suonare dischi ai clienti del negozio dei suoi genitori. Durante un periodo passato nel sud degli Stati Uniti acquisì dimestichezza con la musica rhythm and blues, molto popolare all'epoca.
Nel 1954, tornato in Giamaica, costruì il suo Sound system: Downbeat, con un amplificatore, un giradischi e alcuni dischi portati da New Orleans e Miami. Con il grande successo del suo sound system ed in ambiente altamente competitivo, Dodd fece molti viaggi negli USA alla ricerca di nuovi dischi per attrarre il pubblico giamaicano.
Dodd fondò cinque sound system, suonando ogni notte. Per far funzionare i suoi sound system, Dodd assunse gente come Lee "Scratch" Perry, braccio destro di Dodd durante i primi anni della sua carriera nell'industria discografica, U-Roy e Prince Buster.

## Carriera da produttore
Quando la mania del Rhythm and blues si concluse negli Stati Uniti, Dodd ed i suoi rivali, per rispondere all'esigenza locale di nuova musica, furono costretti a cominciare a registrare la loro musica. Inizialmente queste registrazioni erano esclusive per i sound system ma la registrazione di dischi si sviluppò molto rapidamente in una vera e propria industria. Nel 1959 Dodd fondò un'azienda discografica chiamata World Disc. Nel 1963 aprì lo studio di registrazione Studio One a Brentford Road, a Kingston: era il primo studio di registrazione nero in Giamaica.
Normalmente Coxsone Dodd la domenica sera teneva audizioni alla ricerca di nuovi talenti ed è in una di queste che scoprì Bob Marley, cantante dei The Wailing Wailers. Fece al gruppo un contratto esclusivo quinquennale, pagando loro 20 sterline ogni canzone registrata.
La canzone Simmer down, una produzione di Dodd, raggiunse il primo posto nelle classifiche giamaicane nel febbraio del 1964.
Durante la fine degli anni sessanta e l'inizio degli anni settanta, il suono dello Studio One era sinonimo di ska e rocksteady e durante questo periodo Dodd attrasse alla sua scuderia molti dei migliori talenti giamaicani, compresi leggende quali Burning Spear, Ras Michael, Delroy Wilson, Horace Andy e Sugar Minott.
Dodd ha continuato ad essere attivo nell'industria musicale durante gli anni settanta.
È morto improvvisamente di un attacco di cuore nel 2004.

## Onorificenze
Il 15 ottobre 2007 Dodd ha ricevuto l'Ordine di Distinzione (Order of Distinction) postumo, come Commendatore (CD), per il servizio reso all'industria musicale della Giamaica.